# Robert A. Cooley

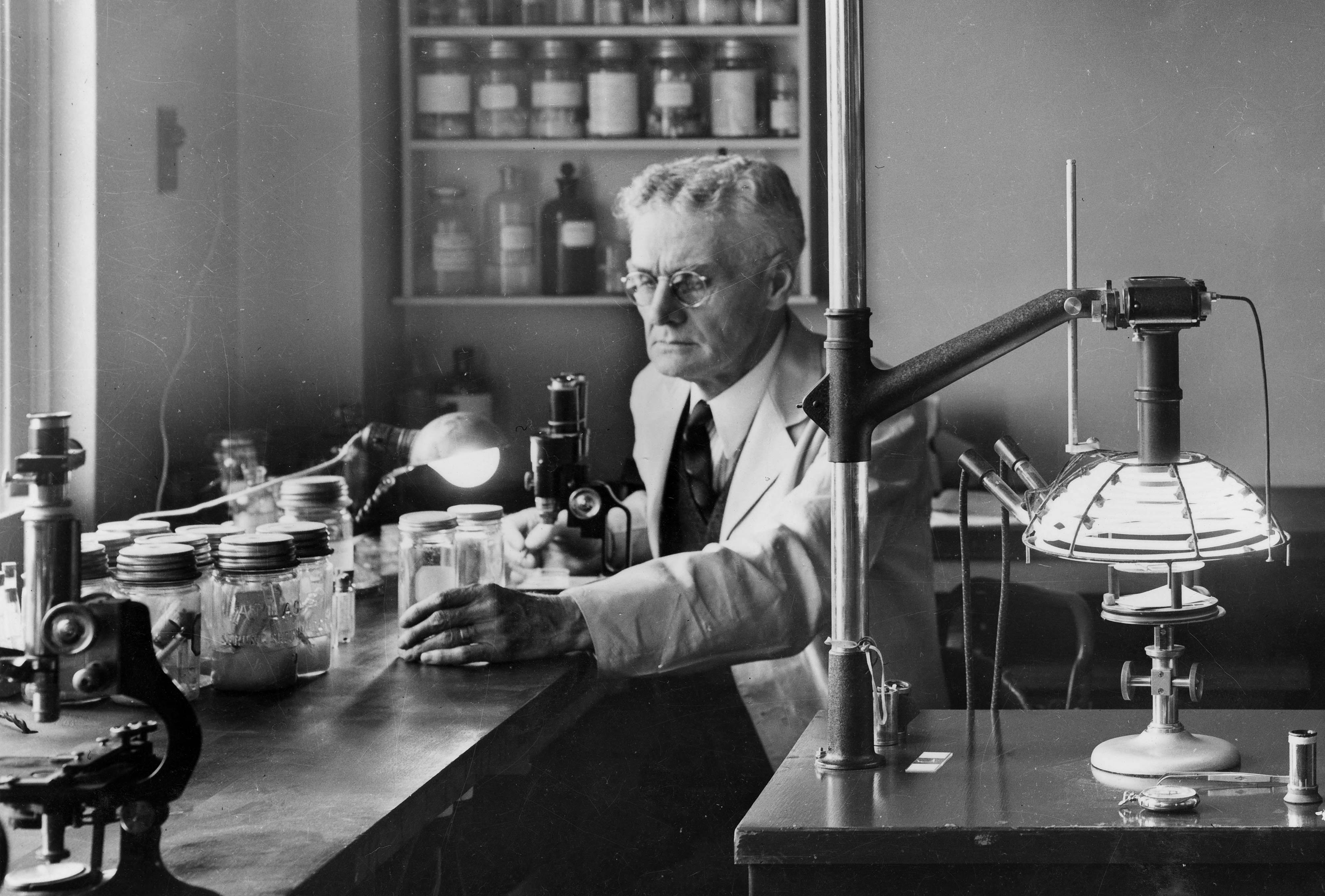
Robert Allen Cooley, 1938

Robert Allen Cooley (geboren am 27. Juni 1873 in Deerfield, Massachusetts; gestorben am 16. November 1968 in Hamilton, Montana) war ein US-amerikanischer Entomologe, Arachnologe und Parasitologe.

## Jugend und Studium
Robert Cooley wuchs in Deerfield, Massachusetts auf und besuchte öffentliche Schulen. Anschließend studierte er am Massachusetts Agricultural College und erlangte 1895 einen Abschluss als Bachelor of Science. Anschließend arbeitete er als Postgraduierter weiter an seiner Fakultät, erforschte zwei Gattungen der Kokzidien, und veröffentlichte 1899 eine Monografie dazu.

## Forschung und Lehre

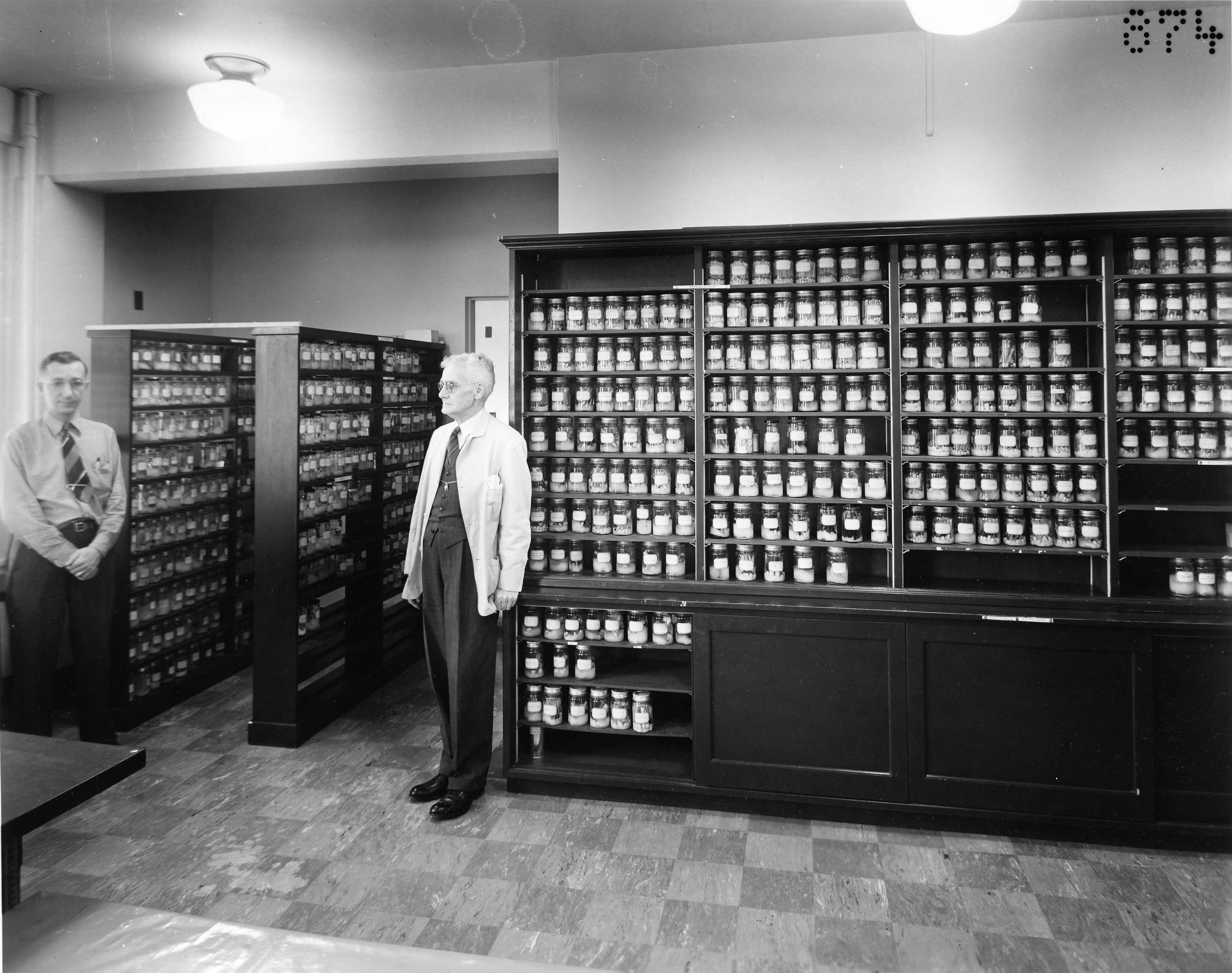
Glen M. Kohls und Robert A. Cooley vor der Zeckensammlung der Rocky Mountain Laboratories, 1940

1899 ging Cooley als Professor und Leiter der Fakultät für Zoologie und Entomologie an das Montana State College in Bozeman. Bereits kurz nach seiner Ankunft in Montana begann Cooley sich intensiv mit dem Rocky-Mountain-Fleckfieber und dem damals einzig bekannten Vektor, der Schildzecke Dermacentor andersoni zu befassen. Die Krankheit forderte in Montana zahlreiche Todesopfer, und die Biologie ihrer Überträger war weitgehend unerforscht. Weitere Forschungsgebiete waren Obstschädlinge und Heuschrecken, die der Landwirtschaft des States Montana beträchtlichen Schaden zufügten. Ab 1903 hatte Cooley neben seiner Hochschultätigkeit das auf seine Initiative hin geschaffene Amt des staatlichen Entomologen von Montana inne.
Cooley hatte maßgeblichen Anteil an der Erforschung des Lebenszyklus von Dermacentor andersoni und anderer Überträger von Zoonosen. Seine Arbeit führte zur Gründung eines Forschungslaboratoriums, aus dem später das Rocky Mountain Laboratory des United States Public Health Service hervorging. Cooley verließ Bozeman 1931, um als leitender Entomologe an das Rocky Mountain Laboratory zu wechseln.
Dort weitete er seine Forschungen an Zecken deutlich aus. Zunächst widmete er sich Versuchen der Bekämpfung von Zecken mit Hilfe von Parasiten, namentlich der Erzwespe Ixodiphagus hookeri. Später befasste er sich eingehend mit der Taxonomie neuweltlicher Zecken und verfasste mehrere Revisionen, um in der Feldforschung die Identifizierung von Zecken zu erleichtern. Als Cooley 1946 in den Ruhestand ging, war das Rocky Mountain Laboratory eine bedeutende Forschungseinrichtung. Im Rahmen seiner Tätigkeit baute er am Rocky Mountain Laboratory eine umfangreiche Zeckensammlung auf. Aus dieser Sammlung ging später die United States National Tick Collection als die heute umfangreichste Zeckensammlung der Welt hervor.

## Auszeichnungen und Dedikationsnamen (Auswahl)

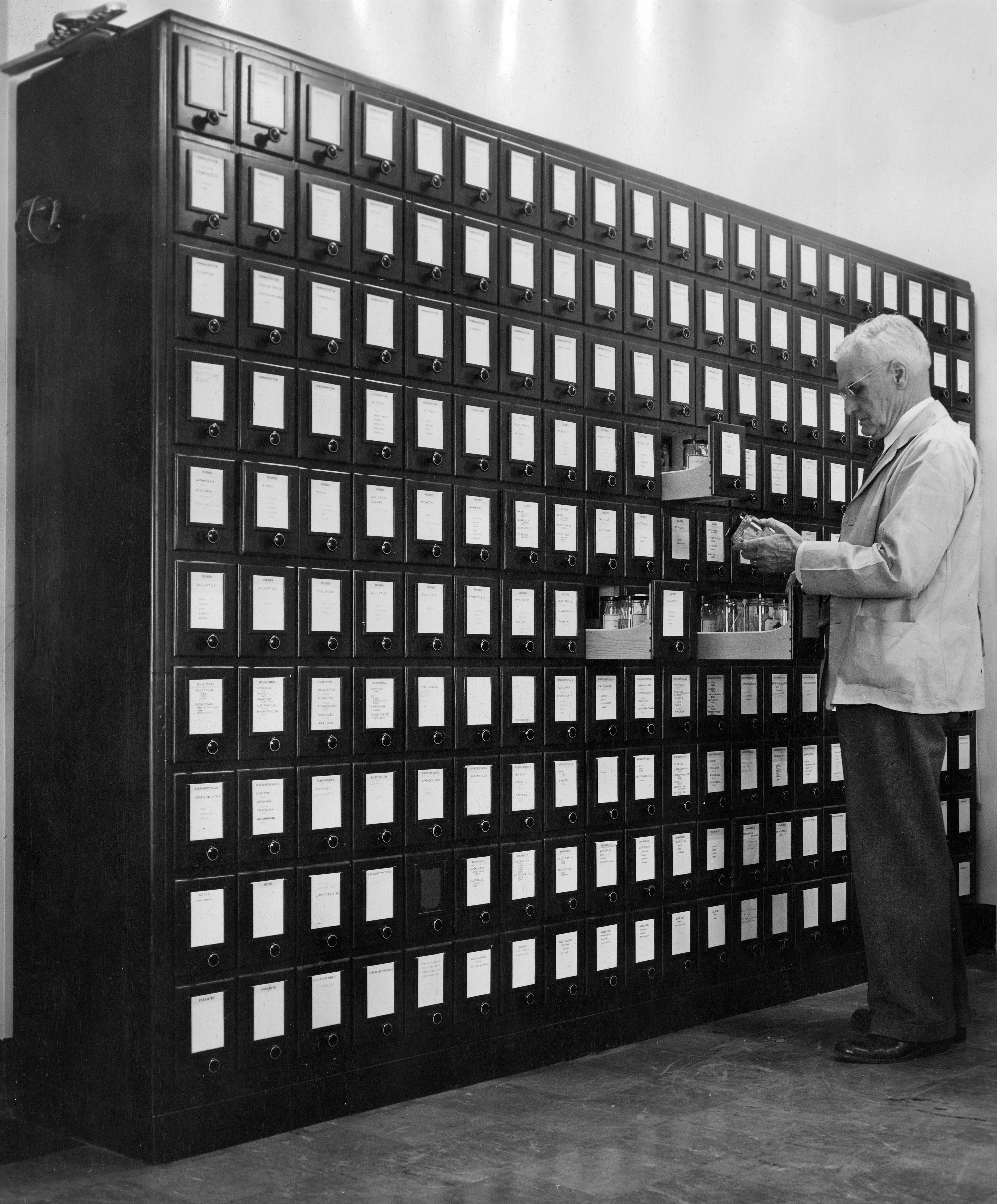
Robert A. Cooley vor der Zeckensammlung, 1946

Robert Cooley erhielt 1936 die Ehrendoktorwürde der Montana State University für seine Leistungen in Forschung und Lehre und für sein Wirken zum Wohl der Bevölkerung des Staates Montana. Nach Cooley wurden einige Tierarten benannt, vornehmlich Parasiten:
- Argas cooleyi Bedford, 1929, eine Art der Schildzecken
- Ixodes cooleyi Aragão & Fonseca, 1951, eine Art der Schildzecken
- Haemaphysalis cooleyi MacIvor, 1941, eine Art der Lederzecken
- Acalypta cooleyi Drake, 1917, eine Art der Netzwanzen
- Cooleyaspis (Newstead, 1920), eine Gattung der Kokzidien

## Veröffentlichungen (Auswahl)
- Robert A. Cooley: The coccid genera Chionaspis and Hemichionaspis. Special bulletin. Hatch Experiment Station of the Massachusetts Agricultural College. Carpenter & Morehouse, Amherst, Mass. 1899, Digitalisat.
- Robert A. Cooley und Glen M. Kohls: The Argasidae of North America, Central America and Cuba. The American midland naturalist. Monograph no. 1. The University Press, Notre Dame, Ind. 1944, Digitalisat.